# Xantholinus linearis
Xantholinus linearis är en skalbaggsart som först beskrevs av Olivier 1794.  Xantholinus linearis ingår i släktet Xantholinus, och familjen kortvingar. Arten är reproducerande i Sverige.